# Toyota Matrix
Toyota Matrix, zwana niekiedy Toyotą Corollą Matrix, jest małym rodzinnym samochodem (kompakt, samochód segmentu C) o nadwoziu typu hatchback, produkowanym przez koncern Toyota Motor Corporation (TMC) w Cambridge w Kanadzie z przeznaczeniem na rynek północnoamerykański.
Jest ona wersją Toyoty produkowaną w oparciu o wspólny projekt joint venture przez TMC i General Motors (GM) – wersją bliźniaczą ze strony GM jest Pontiac Vibe.
Sprzedawany od lutego 2002 roku model Matrixa przeszedł w 2005 roku niewielki lifting, zaś w 2007 roku został całkowicie przeprojektowany, naśladując nową, dziesiątą generację Toyoty Corolli.